# Don’t Look Back (dal)
A Don’t Look Back Thalía mexikói énekesnő harmadik kislemeze tizedik, Thalía című stúdióalbumáról, mely első angol nyelvű lemeze. A dal szerzői Martin Harrington, Ash Howes és Rob Davies, producerei Martin Harrington és Ash Howes. Spanyol nyelvű változata a Toda la felicidad (’Minden boldogságot’), amely szintén szerepel az albumon.
A dal 9. helyet ért el a Billboard Hot Dance Club Play slágerlistáján.

## Dallista
CD kislemez (USA; Norty Cotto Remixes)
1. Don’t Look Back (Norty Cotto Club Remix) 7:40
2. Don’t Look Back (English Radio Mix) 3:39
3. Don’t Look Back (Norty Cotto A Little Bit O’ Dub) 6:37

12" kislemez (USA; Norty Cotto Remixes)
1. Don’t Look Back (Norty Cotto Club Remix) 7:40
2. Don’t Look Back (Norty Cotto A Little Bit O’ Dub) 6:37

12" kislemez (USA; Jason Nevins Remixes)
1. Don’t Look Back (Jason Nevins "Rock Da Club” Remix) 7:28
2. Don’t Look Back (Jason Nevins "Rock Da Dub” Remix) 5:45

## Hivatalos remixek, változatok
1. Don’t Look Back (Album Version) 3:14
2. Don’t Look Back (Norty Cotto Club Remix) 7:38
3. Don’t Look Back (Norty Cotto English Radio Mix) 3:39
4. Don’t Look Back (Norty Cotto A Little Bit 'O Dub) 6:32
5. Don’t Look Back (Jason Nevins "Rock Da Club" Radio Edit)
6. Don’t Look Back (Jason Nevins "Rock Da Club" Radio Edit Extended)
7. Don’t Look Back (Jason Nevins "Rock Da Club" Remix) 7:28
8. Don’t Look Back (Jason Nevins "Rock Da Dub" Remix) 5:45
9. Toda la felicidad (Spanyol változat) 3:15